# Mareil-sur-Mauldre
Mareil-sur-Mauldre là một xã của Pháp nằm ở tỉnh Yvelines trong vùng Île-de-France.
Các xã giáp ranh gồm: Herbeville về phía đông bắc, Crespières về phía đông nam, Beynes về phía nam, Montainville về phía tây nam và Maule về phía tây bắc.